# The Wiz (bande originale)
The Wiz: Original Motion Picture Soundtrack est le titre de l'album contenant la bande originale du film musical américain The Wiz.

## Pistes de l'album
| 1.  | Main Title (Overture, Part One)          | 2:34 |
| 2.  | Overture (Part Two)                      | 2:03 |
| 3.  | The Feeling That We Have                 | 3:30 |
| 4.  | Can I Go On?                             | 1:56 |
| 5.  | Glinda's Theme                           | 1:09 |
| 6.  | He's The Wizard / March of the Munchkins | 4:08 |
| 7.  | Soon As I Get Home/Home                  | 4:01 |
| 8.  | You Can't Win                            | 3:14 |
| 9.  | Ease On Down The Road #1                 | 3:54 |
| 10. | What Would I Do If I Could Feel?         | 2:18 |
| 11. | Slide Some Oil To Me /Now Watch Me Dance | 2:50 |
| 12. | Ease On Down The Road #2                 | 1:30 |
| 13. | (I'm A) Mean Ole Lion                    | 2:23 |
| 14. | Ease On Down The Road #3                 | 1:24 |
| 15. | Poppy Girls                              | 3:27 |

| 1.  | Be A Lion                                     | 4:04 |
| 2.  | End Of The Yellow Brick Road                  | 1:01 |
| 3.  | Emerald City Sequence                         | 6:41 |
| 4.  | So You Wanted To See The Wizard               | 2:48 |
| 5.  | Is This What Feeling Gets ? (Dorothy's Thème) | 3:13 |
| 6.  | Don't Nobody Bring Me No Bad News             | 3:01 |
| 7.  | A Brand New Day                               | 7:51 |
| 8.  | Believe In Yourself (Dorothy)                 | 2:54 |
| 9.  | The Good Witch Glinda                         | 1:10 |
| 10. | Believe In Yourself (Reprise)                 | 2:13 |
| 11. | Home                                          | 4:02 |

## Récompense
Album
| Récompenses                       | Position |
| --------------------------------- | -------- |
| U.S.Billboard 200                 | 40       |
| U.S. Billboard Black Albums Chart | 33       |

Single
| Titre                   | Récompense                      | Position |
| ----------------------- | ------------------------------- | -------- |
| "Ease on Down the Road" | U.S. Billboard Hot 100          | 41       |
| "Ease on Down the Road" | U.S. Billboard Hot Soul Singles | 17       |
| "You Can't Win"         | U.S. Billboard Hot 100          | 81       |
| "You Can't Win"         | U.S. Billboard Hot Soul Singles | 42       |